# 브렘보
브렘보(Brembo N.V.)는 고성능 자동차와 시뮬레이션 레이싱 시리즈 그란 투리스모를 위한 제동 시스템을 주로 생산하는 이탈리아의 자동차 부품 제조업체이다. 운영 본사는 이탈리아 베르가모 쿠르노에 있으며, 법적 본사는 네덜란드 암스테르담에 있다.

## 역사
브렘보는 1961년 1월 11일, 이탈리아 팔라디나에서 에밀리오 봄바세이(Emilio Bombassei)와 이탈로 브레다(Italo Breda)에 의해 설립되었다. 두 사람은 각각 현 회장 알베르토 봄바세이(Alberto Bombassei)의 아버지와 삼촌이다. 회사 이름은 브렘보강에서 따왔다. 봄바세이는 강가 마을에 살다가 밀라노로 이주했다. 설립 직후 브렘보는 당시 영국에서 수입하던 디스크 브레이크 전문 업체로 발전했다. 1964년 알파 로메오와 공급 계약을 맺었고, 1966년에는 오토바이 제조업체인 모토 구치의 브레이크 부품 공급업체가 되었다. 1980년대에 들어서 브렘보는 BMW, 크라이슬러, 페라리, 메르세데스-벤츠, 닛산, 포르쉐에도 브레이크를 공급하기 시작했다. 브렘보는 1995년 밀라노 증권거래소에 상장되었다.
2000년, 브렘보는 영국에 본사를 둔 레이싱용 브레이크 및 클러치 제조업체 AP 레이싱(AP Racing, 과거 오토모티브 프로덕츠의 한 부문)을 인수했다. 2007년 11월 9일, 브렘보의 북미 자회사는 헤이즈 렘머즈(Hayes Lemmerz)의 자동차 브레이크 부문을 약 3,960만 유로에 인수했다. 이 거래에는 약 250명의 직원과 미국 미시간주 호머 및 멕시코 아포다카의 생산 시설이 포함되었다.
2014년 5월 21일, 브렘보는 미시간 공장 확장에 8,300만 유로를 투자한다는 공식 발표를 했다. 같은 해 12월 2일, 연간 200만 개의 알루미늄 캘리퍼를 생산할 것으로 예상되는 31,500㎡ 규모의 생산 시설에 3,200만 유로를 투자한다고 발표했다. 이 시설은 2016년에 부분 가동을 시작해 2018년 말에 완전 가동을 목표로 했다.
2015년 3월 5일, 브렘보 부회장 마테오 티라보스키(Matteo Tiraboschi)는 2014년 매출이 15% 증가해 18억 유로에 달했으며, 순이익은 45% 증가해 1억 2,910만 유로를 기록했다고 발표했다. 그는 또한 회사가 자동차와 항공 분야의 자산 인수를 검토 중이라고 밝혔다.
브렘보의 본사는 스테차노(Stezzano)에 있으며, 이탈리아를 비롯해 브라질, 중국, 일본, 멕시코, 폴란드, 스페인, 스웨덴, 영국, 미국 등지의 지사를 포함해 1만 634명 이상의 직원을 두고 있다. 2019년 기준 브렘보는 전 세계 14개국에 진출해 있다.
2024년 10월, 브렘보는 오흘린스 레이싱을 4억 500만 달러에 인수했다.

## 제품

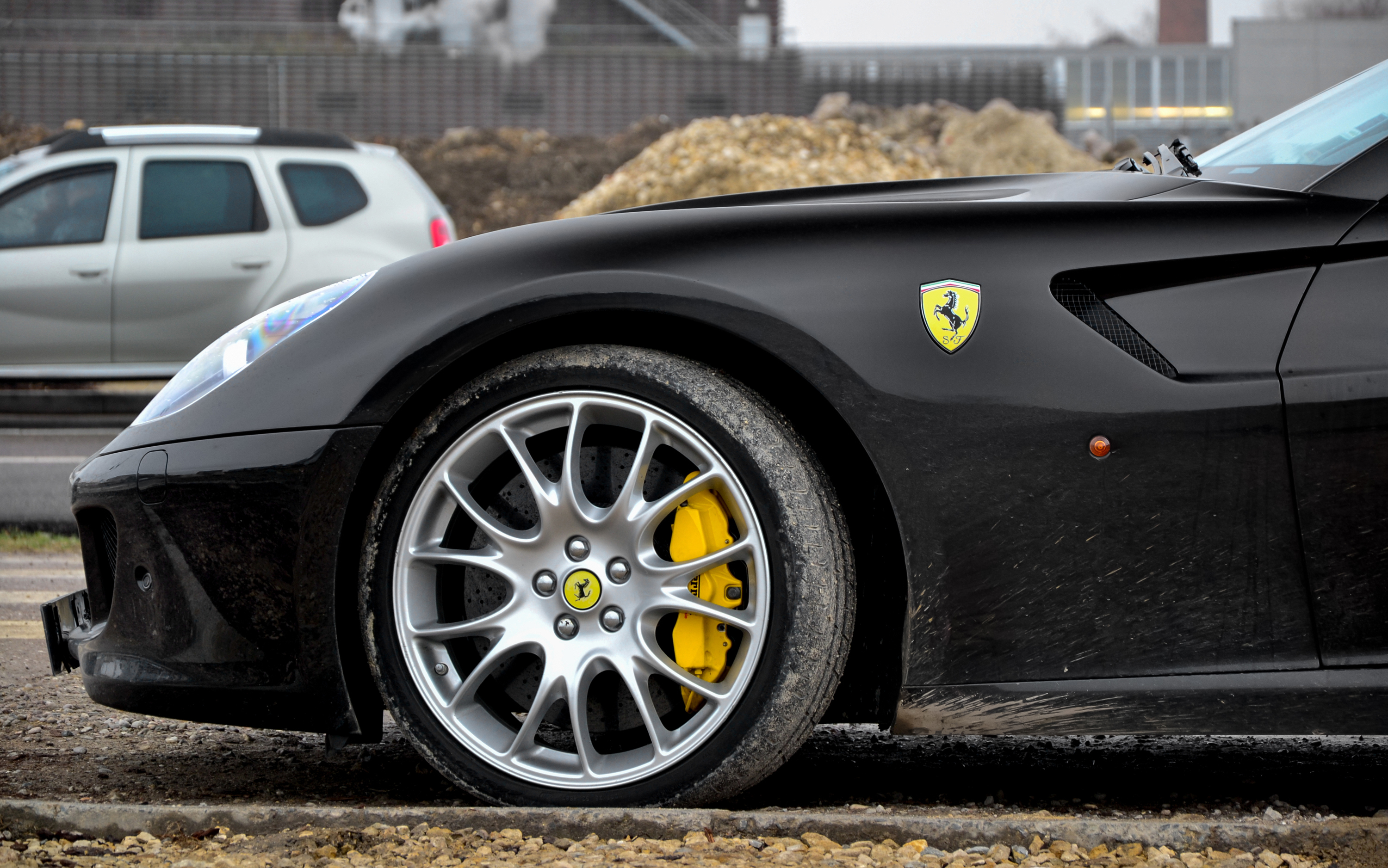
페라리 599 GTB 피오라노의 노란색 브렘보 브레이크

브렘보는 고성능 제동 시스템과 부품을 전문으로 하며, 제동 시스템에 관한 연구도 진행한다. 브렘보는 전 세계에 1,300개 이상의 제품을 판매하며, 캘리퍼, 드럼, 로터, 브레이크 라인 등 애프터마켓 자동차 브레이크 부품으로 잘 알려져 있다. 브렘보는 원자재를 생산하는 주물 공장을 보유하고 있으며, 이곳에서 제조 공장에 공급한다. 다른 모든 시장에서 브렘보는 원자재부터 유통까지 전체 생산 시스템을 직접 관리한다. 회사는 QS9000 및 ISO 9001 인증을 보유하고 있다.

## 모터스포츠와 시뮬레이션 레이싱
브렘보는 포뮬러 원의 제동 시스템 공급업체이다. 브렘보는 또한 대부분의 모토GP 팀에 브레이크를 공급하며, 2014년 시즌에 그레시니 팀이 닛신(Nissin) 브레이크를 사용했으나, 2016년부터 브렘보가 다시 단일 브레이크 패키지 파트너로 복귀했다. 브렘보는 2012년 시즌부터 2016년 시즌까지 인디카 시리즈의 공식 브레이크 공급업체였으며, 2017년 시즌에는 캘리퍼만 공급했다. 그 다음 시즌부터는 포뮬러 E의 스파크 레이싱 테크놀로지 Gen2 차량 전체에 제동 시스템을 공급했다.
브렘보는 2005년부터 GP2 시리즈와 FIA 포뮬러 2 챔피언십의 공식 브레이크 캘리퍼 공급업체이다. 2010년부터는 GP3 시리즈와 FIA 포뮬러 3 챔피언십의 공식 브레이크 전 시스템 공급업체이다. 또한 브렘보는 모토E 월드컵의 독점 브레이크 시스템 공급업체이다.
브렘보는 심 레이싱 시리즈 그란 투리스모의 공식 기술 파트너이며, 게임 내에서 카본 세라믹 브레이크와 GT|BM 캘리퍼 등 다양한 브레이크 시스템을 사용할 수 있다.

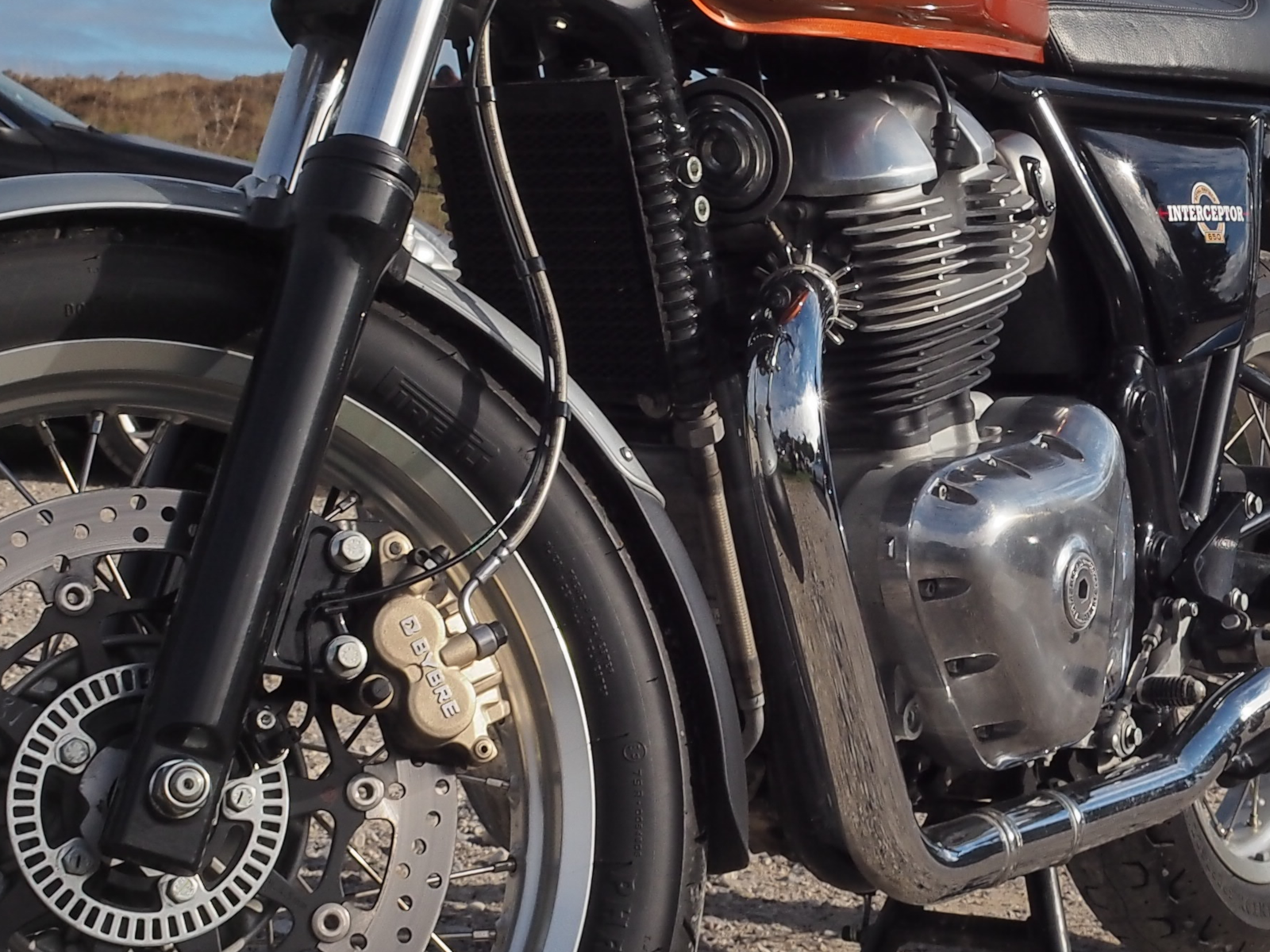
2019년 로열 엔필드 인터셉터 650(Royal Enfield Interceptor 650)의 ByBre 브레이크

## 브랜드
- AP 레이싱(AP Racing) — 레이싱용 오토바이 및 자동차 클러치와 브레이크[21]

- 브렘보(Brembo) — 하이엔드 브레이크(플래그십)[21]

- 바이브레(ByBre) — 브라질, 러시아, 인도, 중국, 동남아시아의 소형~중형 스쿠터 및 오토바이 브레이크[21]

- 마르케시니(Marchesini) — 휠[21]

- J.후안(J.Juan) — 오토바이 브레이크[21]

- SBS 프릭션(SBS Friction) — 오토바이, 스쿠터, 레이싱, UTV/SSV/ATV용 OEM 및 애프터마켓 브레이크 패드, 디스크 브레이크, 클러치 키트[21]

- 오흘린스 — 서스펜션 부품[21]